# Albrecht E. Melchinger
Albrecht Eugen Melchinger (* 4. März 1949 in Aalen) ist ein deutscher Agrarwissenschaftler und Mathematiker, der weltweite Anerkennung als Populationsgenetiker erworben hat, Hochschullehrer für Angewandte Genetik und Pflanzenzüchtung an der Universität Hohenheim war und von dieser Hochschule 2020 den Ehrentitel Seniorprofessor erhielt.

## Leben und Wirken
Melchinger leistete nach seinem Abitur in Aalen 1967 seinen zweijährigen Bundeswehrdienst in Dillingen an der Donau ab. Danach begann er das Studium der Agrarbiologie an der Universität Hohenheim (1969–1971) das er im Fach Mathematik an der Universität Stuttgart fortsetzte und mit dem Diplom im Fach Mathematik 1976 abschloss. Es folgte ein zweijähriges Studium in Agronomy and Statistics an der Iowa State University, Iowa, USA sowie eine wissenschaftliche Tätigkeit 1979–1984 als Mitarbeiter am Institut für Pflanzenzüchtung in Hohenheim mit Promotion zum Dr. sc. agr. 1984. Nach weiteren vier Jahren am Institut für Pflanzenzüchtung, Saatgutforschung und Populationsgenetik erfolgte die Habilitation für das Lehrgebiet Pflanzenzüchtung 1988 sowie ein Engagement als Visiting Scientist am Department of Agronomy, Iowa State University.
1991 wurde Melchinger als Professor für angewandte Genetik und Pflanzenzüchtung an die Universität Hohenheim berufen. Auch nach seiner Pensionierung 2019 blieb Melchinger aktiv und wurde im Jahr 2020 durch Rektor Stephan Dabbert mit dem Ehrentitel Seniorprofessor ausgezeichnet.

## Hauptforschungsgebiete
- Quantitative Genetik allo- und autogamer Pflanzenarten; Züchtungsmethodik; Resistenz- und Qualitätszüchtung; Einsatz molekularer Marker in der Pflanzenzüchtung; Klonierung von Genen; Meiotische Rekombination; Bioinformatik in der Pflanzenzüchtung

## Schwerpunkte in der Lehre
- Allgemeine Grundlagen der Pflanzenzüchtung; Zuchtmethodik und Selektionsmethodik; Anwendung molekularer Marker in der Pflanzenzüchtung

## Verwaltungsfunktionen
- 1995–2002 Senatsmitglied; 1994–1996 Mitglied des großen Senats; 1997-2000 Prodekan der Fakultät Agrarwissenschaften I; 1997–1999 Dekan der Fakultät Agrarwissenschaften I

## Mitgliedschaften und Ehrungen
- Crop Science Society of America; International Biometric Society;
- Europäische Gesellschaft für Züchtungsforschung (EUCARPIA); Gesellschaft für Pflanzenbauwissenschaften;
- Fellow der Crop Science Society of America (2004)
- Ehrendoktor der Universität für Bodenkultur Wien (2019)
- Seniorprofessor der Universität Hohenheim (2020)

## Publikationen (Auswahl)
- A. E. Melchinger: Expectations of means and variances of testcrosses produced from F2 and backcross individuals and their selfed progenies. In: Heredity. Band 59, 1987, S. 105–115.
- A. E. Melchinger: Use of RFLP markers for analyses of genetic relationship among breeding materials and prediction of hybrid performance. In: Int. Crop Science I. 1993, S. 621–628.
- A. E. Melchinger, H. F. Utz, C. C. Schön: QTL mapping using different testers and independent populations samples in maize reveals low power of QTL detection and large bias in estimates of QTL effects. In: Genetics. Band 149, 1998, S. 383–402.
- A. E. Melchinger: Genetic diversity and heterosis. In: The Genetics Exploitation of Heterosis in Crops ASA-CSSA. 1999, S. 99–118.
- M. Frisch, A. E. Melchinger: The length of the intact donor chromosome segment around target gene in marker-assisted backcrossing. In: Genetics. Band 157, 2001, S. 1343–1356